# Leptotyphlopidae
Los leptotiflópidos (Leptotyphlopidae) son una familia de serpientes localizadas en América y África. Se reconocen 142 especies.

## Descripción
Son serpientes relativamente pequeñas, raramente miden más de 30 cm de longitud; solo Trilepida macrolepis y Namibiana occidentalis son algo mayores. Entre ellas se encuentra la serpiente más pequeña del mundo: Tetracheilostoma carlae.
Los maxilares superiores son inmóviles y carentes de dientes. El cuerpo es cilíndrico con una cola corta. Producen feromonas que les protegen del ataque de termitas.

## Distribución
Se pueden encontrar en África, Asia y América, aunque nunca en grandes altitudes ni en zonas muy frías. Su hábitat es muy variado. Viven cerca de los nidos de sus presas.[cita requerida]

## Alimentación y reproducción
Su dieta consiste principalmente en termitas u hormigas, sus larvas y pupas.
Son especies ovíparas.

## Taxonomía
Se reconocen las siguientes subfamilias y géneros:
- Epictinae Hedges, Adalsteinsson & Branch, 2009
  - Epictia Gray, 1845
  - Habrophallos Martins, Koch, Pinto, Folly, Fouquet, & Passos, 2020
  - Mitophis Hedges, Adalsteinsson & Branch, 2009
  - Rena Baird & Girard, 1853
  - Rhinoguinea Trape, 2014
  - Rhinoleptus Orejas-Miranda, Roux-Estève & Guibé, 1970
  - Siagonodon Peters, 1881
  - Tetracheilostoma Jan, 1861
  - Tricheilostoma Jan, 1860
  - Trilepida Hedges, 2011
- Leptotyphlopinae Stejneger, 1892
  - Epacrophis Hedges, Adalsteinsson & Branch, 2009
  - Leptotyphlops Fitzinger, 1843
  - Myriopholis Hedges, Adalsteinsson & Branch, 2009
  - Namibiana Hedges, Adalsteinsson & Branch, 2009